# 1212
Il 1212 (MCCXII in numeri romani) è un anno bisestile del XIII secolo.

## Eventi
- 18 marzo - Chiara d'Assisi fonda l'ordine monastico francescano delle Clarisse.
- 26 maggio - Viene consacrata l'Abbazia di San Cassiano a Montescalari.
- Prende avvio la crociata dei fanciulli.
- 10 luglio: a Londra scoppia un grave incendio che rade al suolo gran parte della città: muoiono oltre 3.000 persone, la maggior parte delle quali annegando nel Tamigi anche mentre tentano di sfuggire alle fiamme.
- 16 luglio: Battaglia di Las Navas de Tolosa; i Crociati che difendono i cristiani spagnoli sconfiggono gli Almohadi del Marocco ed espellono i musulmani dalla Spagna settentrionale.
- Dicembre - Col il sostegno di Papa Innocenzo III, Federico II di Svevia viene incoronato Re di Germania.
- I Crociati completano la conquista della Morea conquistando Argo, che viene annessa alla Signoria di Argo e Nauplia appartenente a Ottone de la Roche.
- Nei Carpazi del Sud (odierna Romania) l'Ordine teutonico erige il Castello di Bran.
- Lo scrittore giapponese Kamo no Chōmei compone Hōjōki, una grande opera in prosa del classicismo nipponico.

## Nati
- 7 marzo - Al-Būsīrī, poeta e grammatico egiziano († 1294)
- 9 marzo - Ugo IV di Borgogna, duca francese († 1272)
- 22 marzo - Go-Horikawa, imperatore giapponese († 1234)
- 6 maggio - Costanza d'Austria, nobildonna tedesca († 1243)
- Al-Shushtari, poeta († 1269)
- Enrico II di Namur, nobile francese († 1229)
- Jolanda di Brienne, sovrana († 1228)
- Malatesta da Verucchio, condottiero italiano († 1312)
- Federico di Pettorano, nobile italiano († 1240)

## Morti
- 25 gennaio - Hōnen, monaco buddista giapponese (n. 1133)
- 2 febbraio - Bernardo di Sassonia, nobile tedesco
- 26 marzo - Sancho I del Portogallo, re (n. 1154)
- 6 aprile - Bertram di Metz, vescovo francese
- 12 aprile - Vsevolod III di Vladimir, principe (n. 1154)
- 22 aprile - Gerardo da Sessa, cardinale italiano
- 24 maggio - Dagmar di Boemia, nobile ceca
- 5 agosto - Giovanni da Palazzo, vescovo cattolico italiano
- 11 agosto - Beatrice di Svevia, principessa sveva (n. 1198)
- 26 agosto - Michele IV di Costantinopoli, arcivescovo ortodosso bizantino
- 15 ottobre - Filippo I di Namur, nobile fiammingo (n. 1174)
- 4 novembre - Felice di Valois, religioso francese (n. 1127)
- 12 dicembre - Davide I di Trebisonda, sovrano (n. 1184)
- 12 dicembre - Goffredo, arcivescovo cattolico inglese
- 29 dicembre - Alano I d'Avaugour, nobile francese
- Alberto II di Dabo-Moha, nobile francese
- Ildebrandino VIII Aldobrandeschi, nobile italiano
- Pietro da Celano, nobile italiano
- Bonifacio di Saluzzo, nobile italiano (n. 1184)
- Anna Comnena Angelina, imperatrice bizantina
- Azzo VI d'Este, condottiero italiano (n. 1170)
- Maria del Monferrato, sovrana
- Adamo Scoto, teologo e monaco cristiano britannico
- Tamara di Georgia, re (n. 1160)
- Guillem de Cabestany, trovatore spagnolo

## Calendario
| Calendario 1212 | Calendario 1212 | Calendario 1212 | Calendario 1212 | Calendario 1212 | Calendario 1212 | Calendario 1212 | Calendario 1212 | Calendario 1212 | Calendario 1212 | Calendario 1212 | Calendario 1212 | Calendario 1212 | Calendario 1212 | Calendario 1212 | Calendario 1212 | Calendario 1212 | Calendario 1212 | Calendario 1212 | Calendario 1212 | Calendario 1212 | Calendario 1212 | Calendario 1212 | Calendario 1212 | Calendario 1212 | Calendario 1212 | Calendario 1212 | Calendario 1212 | Calendario 1212 | Calendario 1212 | Calendario 1212 | Calendario 1212 | Calendario 1212 |
| --------------- | --------------- | --------------- | --------------- | --------------- | --------------- | --------------- | --------------- | --------------- | --------------- | --------------- | --------------- | --------------- | --------------- | --------------- | --------------- | --------------- | --------------- | --------------- | --------------- | --------------- | --------------- | --------------- | --------------- | --------------- | --------------- | --------------- | --------------- | --------------- | --------------- | --------------- | --------------- | --------------- |
|                 | 1               | 2               | 3               | 4               | 5               | 6               | 7               | 8               | 9               | 10              | 11              | 12              | 13              | 14              | 15              | 16              | 17              | 18              | 19              | 20              | 21              | 22              | 23              | 24              | 25              | 26              | 27              | 28              | 29              | 30              | 31              |                 |
| Gennaio         | Do              | Lu              | Ma              | Me              | Gi              | Ve              | Sa              | Do              | Lu              | Ma              | Me              | Gi              | Ve              | Sa              | Do              | Lu              | Ma              | Me              | Gi              | Ve              | Sa              | Do              | Lu              | Ma              | Me              | Gi              | Ve              | Sa              | Do              | Lu              | Ma              |                 |
| Febbraio        | Me              | Gi              | Ve              | Sa              | Do              | Lu              | Ma              | Me              | Gi              | Ve              | Sa              | Do              | Lu              | Ma              | Me              | Gi              | Ve              | Sa              | Do              | Lu              | Ma              | Me              | Gi              | Ve              | Sa              | Do              | Lu              | Ma              | Me              |                 |                 |                 |
| Marzo           | Gi              | Ve              | Sa              | Do              | Lu              | Ma              | Me              | Gi              | Ve              | Sa              | Do              | Lu              | Ma              | Me              | Gi              | Ve              | Sa              | Do              | Lu              | Ma              | Me              | Gi              | Ve              | Sa              | Do              | Lu              | Ma              | Me              | Gi              | Ve              | Sa              |                 |
| Aprile          | Do              | Lu              | Ma              | Me              | Gi              | Ve              | Sa              | Do              | Lu              | Ma              | Me              | Gi              | Ve              | Sa              | Do              | Lu              | Ma              | Me              | Gi              | Ve              | Sa              | Do              | Lu              | Ma              | Me              | Gi              | Ve              | Sa              | Do              | Lu              |                 |                 |
| Maggio          | Ma              | Me              | Gi              | Ve              | Sa              | Do              | Lu              | Ma              | Me              | Gi              | Ve              | Sa              | Do              | Lu              | Ma              | Me              | Gi              | Ve              | Sa              | Do              | Lu              | Ma              | Me              | Gi              | Ve              | Sa              | Do              | Lu              | Ma              | Me              | Gi              |                 |
| Giugno          | Ve              | Sa              | Do              | Lu              | Ma              | Me              | Gi              | Ve              | Sa              | Do              | Lu              | Ma              | Me              | Gi              | Ve              | Sa              | Do              | Lu              | Ma              | Me              | Gi              | Ve              | Sa              | Do              | Lu              | Ma              | Me              | Gi              | Ve              | Sa              |                 |                 |
| Luglio          | Do              | Lu              | Ma              | Me              | Gi              | Ve              | Sa              | Do              | Lu              | Ma              | Me              | Gi              | Ve              | Sa              | Do              | Lu              | Ma              | Me              | Gi              | Ve              | Sa              | Do              | Lu              | Ma              | Me              | Gi              | Ve              | Sa              | Do              | Lu              | Ma              |                 |
| Agosto          | Me              | Gi              | Ve              | Sa              | Do              | Lu              | Ma              | Me              | Gi              | Ve              | Sa              | Do              | Lu              | Ma              | Me              | Gi              | Ve              | Sa              | Do              | Lu              | Ma              | Me              | Gi              | Ve              | Sa              | Do              | Lu              | Ma              | Me              | Gi              | Ve              |                 |
| Settembre       | Sa              | Do              | Lu              | Ma              | Me              | Gi              | Ve              | Sa              | Do              | Lu              | Ma              | Me              | Gi              | Ve              | Sa              | Do              | Lu              | Ma              | Me              | Gi              | Ve              | Sa              | Do              | Lu              | Ma              | Me              | Gi              | Ve              | Sa              | Do              |                 |                 |
| Ottobre         | Lu              | Ma              | Me              | Gi              | Ve              | Sa              | Do              | Lu              | Ma              | Me              | Gi              | Ve              | Sa              | Do              | Lu              | Ma              | Me              | Gi              | Ve              | Sa              | Do              | Lu              | Ma              | Me              | Gi              | Ve              | Sa              | Do              | Lu              | Ma              | Me              |                 |
| Novembre        | Gi              | Ve              | Sa              | Do              | Lu              | Ma              | Me              | Gi              | Ve              | Sa              | Do              | Lu              | Ma              | Me              | Gi              | Ve              | Sa              | Do              | Lu              | Ma              | Me              | Gi              | Ve              | Sa              | Do              | Lu              | Ma              | Me              | Gi              | Ve              |                 |                 |
| Dicembre        | Sa              | Do              | Lu              | Ma              | Me              | Gi              | Ve              | Sa              | Do              | Lu              | Ma              | Me              | Gi              | Ve              | Sa              | Do              | Lu              | Ma              | Me              | Gi              | Ve              | Sa              | Do              | Lu              | Ma              | Me              | Gi              | Ve              | Sa              | Do              | Lu              |                 |